# 브루가다 증후군
브루가다 증후군(영어: Brugada syndrome, BrS)은 심장 관련 유전성 질환으로, 1992년 스페인 의사 페드로 브루가다 형제에 의해 밝혀졌다. 심실세동으로 실신, 돌연사에 이르기도 한다.
1989년 심정지의 생존자로부터 처음 보고되었다. 일부 경우에, 환자의 심전도에 나타나는 특징적인 형태를 관찰함으로써 이 질병을 진단할 수 있다. 브루가다 증후군의 심전도 형태는 세 가지로 분류할 수 있다.

## 같이 보기
- 부정맥돌연사증후군